# Kärppäsuo-Räinänsuo
Kärppäsuo-Räinänsuo este o arie protejată (arie specială de conservare — SAC, sit de importanță comunitară — SCI, arie de protecție specială avifaunistică — SPA) din Finlanda întinsă pe o suprafață de 1.592 ha, integral pe uscat.

## Localizare
Centrul sitului Kärppäsuo-Räinänsuo este situat la coordonatele 65°24′23″N 26°19′09″E / 65.4064°N 26.3192°E.

## Înființare
Situl Kärppäsuo-Räinänsuo a fost declarat sit de importanță comunitară în august 1998 pentru a proteja 13 specii de animale. Alte tipuri de protecție:
- arie de protecție specială avifaunistică (în august 1998)[2]
- arie specială de conservare (în aprilie 2015)[1][3][4]

## Biodiversitate
Situată în ecoregiunea boreală, aria protejată conține 6 habitate naturale: Mlaștini alcaline, Turbării Aapa, Taiga vestică, Mlaștini împădurite, Cursuri de apă de la nivel de câmpie la nivel montan, cu vegetație Ranunculion fluitantis și Callitricho-Batrachion, Turbării active.
La baza desemnării sitului se află mai multe specii protejate de  păsări (13): gâscă de semănătură (Anser fabalis), prundaș de nămol (Calidris falcinellus), bătăuș (Calidris pugnax), lebădă de iarnă (Cygnus cygnus), ciocănitoare neagră (Dryocopus martius), șoimul rândunelelor (Falco subbuteo), cocor (Grus grus), sfrâncioc roșiatic (Lanius collurio), Lyrurus tetrix tetrix, ciocănitoare de munte (Picoides tridactylus), ploier auriu (Pluvialis apricaria), fluierar negru (Tringa erythropus), fluierar de mlaștină (Tringa glareola).
Pe lângă speciile protejate, pe teritoriul sitului au mai fost identificate 1 specie de plante, 2 specii de păsări.